# Cussonia
- Commons
- Wikispecies

Cussonia é um género botânico pertencente à família Araliaceae.

## Espécies
- Cussonia angolensis (Seem.) Hiern
- Cussonia arborea Hochst. ex A.Rich.
- Cussonia arenicola Strey
- Cussonia bancoensis Aubrév. & Pellegr.
- Cussonia brieyi De Wild.
- Cussonia corbisieri De Wild.
- Cussonia gamtoosensis Strey
- Cussonia holstii Harms ex Engl.
- Cussonia jatrophoides Hutchinson & E.A.Bruce
- Cussonia natalensis Sond.
- Cussonia nicholsonii Strey
- Cussonia ostinii Chiov.
- Cussonia paniculata Eckl. & Zeyh.1
- Cussonia sessilis Lebrun
- Cussonia sphaerocephala Strey
- Cussonia spicata Thunb.
- Cussonia thyrsiflora Thunb.
- Cussonia transvaalensis Reyneke
- Cussonia zimmermannii Harms
- Cussonia zuluensis Strey